# 日吉神社 (大阪市)
日吉神社（ひよしじんじゃ）は、大阪市旭区にある神社。旧社格は府社。淀川の南岸、堤防のすぐ脇に鎮座している。 

## 歴史
正確な創建年代は不明であるが、鎌倉時代の初期にはこの地に天台宗の赤川寺（大金剛院）が建立されていた。平安時代にはこの近辺で多数の荘園が開発・経営されており、また、すぐ北を流れる淀川が頻繁に氾濫を起こす為、災害を鎮め、荘園経営を安定させようと寺院が建立されたと考えられる。
当社は文安年間（1444年 - 1448年）に、この赤川寺の境内に日吉大社から祭神を分祀して建立されたものである。当時は山王社（さんのうしゃ）または、山王権現（さんのうごんげん）という名称であった。
赤川寺は慶長20年（1615年）の大坂夏の陣で焼亡し廃絶したが、当社は廃滅をまぬかれた。
1868年（明治元年）、日吉神社に改名する。また、府社に列せられている。1899年（明治32年）には淀川拡張工事のために本殿を約200m南の現在地へ移転する。

## 祭神
- 主祭神 - 大山咋神

## 境内
- 本殿
- 拝殿
- 芝守稲荷社 - 祭神：宇迦之御魂神
- 社務所
- 日吉行者堂 - 祭神：役行者（神変大菩薩）。赤川寺で祀られていたもの。1959年（昭和34年）に現在地に移転する。
- 黒い石神 - 宮司がみそぎ中に拾ったところ、龍神が夢枕に立ち、この石に油を塗って祀れば病を退散させると告げ、以来諸病に霊験を示す。
- 白い石神 - 子宝・商売繁盛にご利益がある。

## 所在地
- 大阪府大阪市旭区赤川4-19-13
  - 京阪本線森小路駅から北西約2Km、淀川の南岸沿い、赤川鉄橋と菅原城北大橋のほぼ中間。